# Puntos acupunturales
Los puntos acupunturales o puntos de acupuntura (en chino xue, en singular) son ubicaciones en el cuerpo que son el foco del tratamiento de acupuntura, moxibustión, acupresión, y cromopuntura. En la Medicina Tradicional China, se cree que varios cientos de puntos de acupuntura están ubicados a lo largo de lo que los practicantes llaman qing o meridianos que recorren el cuerpo y por los que fluye el qi. También existen numerosos "puntos extra" no asociados con un meridiano en particular.
La investigación científica no ha encontrado ninguna prueba histológica o fisiológica para los conceptos tradicionales chinos como el qi, los meridianos o los puntos de acupuntura.

## Clasificación de los puntos
Los puntos de acupuntura a menudo tienen nombres alusivos y poéticos que se desarrollaron a lo largo de los siglos. Siendo también común el uso de sinónimos para garantizar que los puntos similares se ubiquen en la extremidad adecuada. Generalmente se reconoce un total de 360 puntos, pero la cantidad de puntos ha cambiado a lo largo de los siglos. Aproximadamente 2/3 de los puntos se consideran "yang", mientras que el tercio restante se considera "yin".
Los puntos de acupuntura donde se insertan agujas se encuentran generalmente (pero no siempre) en lugares a lo largo de los meridianos. Aquellos que no se encuentran a lo largo de un meridiano se los llama puntos extraordinarios y los que no tienen un sitio fijo designado son llamados puntos "A-shi".
Los puntos tienden a ubicarse donde los nervios ingresan a un músculo, el punto medio del músculo, o en la entesis, donde el músculo se une con el hueso. En la práctica los puntos de acupuntura se localizan mediante una combinación de puntos de referencia anatómicos, palpación y retroalimentación del paciente.

### Estandarización
En 1982, la Organización Mundial de la Salud (OMS) convocó un grupo de trabajo para la estandarización de la nomenclatura en la acupuntura para el cual se realizaron reuniones con expertos en la materia en 1984, 1985 y 1987. Esto resultó en una nomenclatura estandarizada para 361 puntos de acupuntura clásica organizados de acuerdo con los catorce meridianos, ocho meridianos extra, 48 puntos extra y puntos adicionales de acupuntura en el cuero cabelludo. La OMS publicó una propuesta de estandarización en 1991, y una Nomenclatura estandarizada de acupuntura se publicó en 1993.

## Investigación científica
La investigación científica no ha encontrado ninguna prueba histológica o fisiológica para los conceptos tradicionales chinos como el qi, los meridianos o los puntos de acupuntura.
Se han realizado multitud de estudios sobre acupuntura, pero en los estudios de mayor calidad, en los que se han utilizado puntos acupunturales falsos para comparar sus efectos contra los tradicionales, no se ha encontrado diferencia alguna entre los efectos de los puntos de acupuntura falsos y los reales.
Aunque existen varias teorías acerca de cómo podría funcionar la acupuntura o de qué son los puntos de acupuntura, ninguna de ellas ha podido ser comprobada científicamente. Los puntos de acupuntura parecerían presentar baja resistencia eléctrica, pero la evidencia que respalda este fenómeno es confusa y se encuentra limitada a estudios de baja calidad con tamaños de muestra pequeños y múltiples factores de confusión.